# Dirk Nieleck
Dirk Nieleck (* 30. März 1968) ist ein ehemaliger deutscher Eishockeytorwart.

## Werdegang
Der Torwart begann seine Karriere in der Jugendabteilung des Krefelder EV und absolvierte in der Saison 1985/86 seine ersten Einsätze in der 2. Bundesliga. Da er zumeist Reservist war wechselte Nieleck 1988 zum Ligarivalen Duisburger SV, kehrte aber ein Jahr später bereits nach Krefeld zurück. Mit den Krefeldern wurde Nieleck 1991 Vizemeister der 2. Bundesliga und stieg nach gewonnener Relegation gegen den PEV Weißwasser in die Bundesliga auf. Nieleck blieb allerdings in der 2. Bundesliga und kehrte zunächst zum Duisburger SV zurück, der jedoch im Verlauf der Saison 1991/92 den Spielbetrieb einstellte. In der Saison kam er noch für den Zweitligisten Grefrather EC und den Oberligisten REV Bremerhaven zum Einsatz.
Im Jahre 1992 schloss sich Nieleck dem Oberligisten Herforder EG an, mit denen er in der Saison 1993/94 die Play-off-Runde zur 2. Bundesliga erreichte. Dort scheiterte sein Team bereits in der ersten Runde am EC Bad Tölz. Anschließend musste die Herforder EG den Spielbetrieb einstellen und der Verein wurde aufgelöst. Nieleck spielte daraufhin in der Saison 1994/95 für den EC Harz-Braunlage. Nach dem Rückzug der Braunlager wechselte Nieleck 1995 zum Herner EV. In der Saison 1997/98 spielte Nieleck noch für die Moskitos Essen, bevor er seine Karriere beendete.